# Діллінгени

Герб роду Діллінген-Кібург

Діллінгени або графи фон Діллінген (нім. Grafen von Dillingen) — швабський шляхетський рід, що отримав своє найменування від фамільного замку в місті Діллінген, заснованого в IX—X століттях.
Рід Ділінгенів виокремлюється з давнішого роду Гупалдінгер (нім. Hupaldinger), резиденція якого знаходилася в місті Віттіслінген
Графський рід Діллінген-Кібург (або просто Кібург) — гілка Діллінгенів, яка виникла у результаті шлюбу Адельгейди, дочки Адальберта, останнього графа Тургау, сеньйора Вінтертур, з Гартманом I фон Діллінген (пом. 1121). Як придане Гартманн I Діллінген отримав замок Кібург. Гартманн I прославився як один з учасників Першого хрестового походу.
Онук Гартманна I та Адельгейди, Гартманн III Діллінген при розділі фамільних володінь отримав швейцарські землі з центром у замку Кібург, який і дав назву цій гілці Діллінгенів. Графи Діллінген-Кібурги, були другим за значущістю після Габсбургів знатним родом на території середньовічної Швейцарії.
Представники графського роду фон Діллінген багато разів займали єпископські кафедри в німецьких єпархіях (Аугсбурга, Констанца і других) і заснували кілька монастирів (наприклад, бенедиктинське абатство в Нересгаймі (1095), августинський монастир у Кройцлінгені (1125)).

## Знамениті представники роду
- Адальберо Аугсбурзький — єпископ Аугсбурга (887-28.04.909), вихователь короля Людвіга IV Дитя
- Святий Ульріх — князь-єпископ Аугсбурга (923—973), святий покровитель Швабії
- Ульріх фон Кібурґ-Діллінґен — єпископ Констанца (1111—1127)